# Serie A 1938/1939
Soutěžní ročník Serie A 1938/1939 byl 39. ročník nejvyšší italské fotbalové ligy a 10. ročník pod názvem Serie A. Konal se od 18. září 1938 do 28. května 1939. Soutěž vyhrál popáté ve své klubové kariéře Boloňa.
Nejlepší střelec této sezony se stali dva hráči a to Italové Aldo Boffi (Milán) a Héctor Puricelli (Turín), oba vstřelili 19 branek.

## Události

### Před sezonou
Nováčci z druhé ligy byly její vítězové Modena, která se vrátila do nejvyšší ligy po sedmy letech a také Novara, která hrála naposledy v nejvyšší lize před dvěma lety. V červnu národní tým Itálie obhájil MS a stal se tak opět nejlepším na světě. V lize se objevila novinka a to brankový koeficient (poměr vstřelených a obdržených branek). Ten se použil v případě, že dva nebo více týmů skončí se stejným počtem bodů.
K obhájci titulu Ambrosiana-Inter se opět po dvou letech připojil Attilio Demaría, který se vrátil z Argentiny. Jejich městský rival Milán se posílil o Buscaglialiho (Turín). Římský klub posílil Attilio Ferraris (Bari), který nahradil odcházejícího na hostování Amadeie (Atalanta). Do Janova odešel Bertoni (Pisa) a Lazio si opatřilo již 34 letého Allemandiho (Benátky). Turín si zajistilo služby brankáře Olivieriho (Lucchese). Do Boloně se s Uruguaye dostal Héctor Puricelli aby nahradil končícího střelce Schiavia. Konec kariéry oznámil i Monzeglio (Řím) a do druholigové Spezie odešel dohrál kariéru Gino Rossetti (Turín).

### Během sezony
Do 12 kola vedl tabulku překvapivě Liguria. Poté se k nim připojila Boloňa, která ale v říjnu ztratila trenéra Weisze, který musel klub opustit kvůli rasovým zákonům fašistické strany, která se týkala všech židů, kteří byli v Itálii od roku 1919. Místo něj přišel Rakušan Felsner, který skončil v Miláně. Také Turín musel propustit trenéra židovského původu Erbsteina.
Druhá půlka ročníku již patřila Boloni, která se v únoru oddělila od Ligurie a dvě kola před koncem již hráči mohli slavit po dvou letech již pátý titul. Druhé místo vybojoval Turín, který měl o čtyři body méně a třetí místo získalo Ambrosiana-Inter, které bylo o pět bodů hůře než mistr. Juventus, který začal snižovat náklady na hráčích (případ fotbalisty Rava) se umístilo na 8. místě, které bylo nejhorší umístění v historii klubu.
V zóně sestupu bylo spousta klubů, včetně Milána, který se zachránil až pár kol před koncem. Nakonec se stejným počtem bodů skončili tři celky: Triestina, Livorno a Lucchese. Poslední dva kluby měli špatný brankový koeficient a sestoupily.

## Účastníci
| Klub             | Město   | Stadion                     | Trenér                                                                              | Nejlepší střelec                      |
| ---------------- | ------- | --------------------------- | ----------------------------------------------------------------------------------- | ------------------------------------- |
| Ambrosiana-Inter | Milán   | Arena Civica                | Tony Cargnelli                                                                      | Annibale Frossi, Pietro Ferraris (10) |
| Bari             | Bari    | Stadio della Vittoria       | József Ging                                                                         | Ottorino Dugini (10)                  |
| Boloňa           | Boloňa  | Stadio Littoriale           | Árpád Weisz (1.–5. kolo) Hermann Felsner                                            | Héctor Puricelli (10)                 |
| Janov            | Janov   | Stadio Luigi Ferraris       | William Garbutt                                                                     | Alfredo Lazzaretti (14)               |
| Juventus         | Turín   | Stadio Benito Mussolini     | Virginio Rosetta                                                                    | Guglielmo Gabetto (10)                |
| Lazio            | Řím     | Stadio Nazionale            | József Viola (1.–19. kolo) Alfredo Di Franco a Luigi Allemandi                      | Silvio Piola (9)                      |
| Liguria          | Janov   | Stadio del Littorio         | Adolfo Baloncieri                                                                   | Elisio Gabardo (8)                    |
| Livorno          | Livorno | Stadio Edda Ciano Mussolini | Gyula Lelovics (1.–21. kolo) Pietro Piselli                                         | Vinicio Viani (11)                    |
| Lucchese         | Lucca   | Stadio del Littorio         | Armando Bonino                                                                      | Luigi Rosellini (6)                   |
| Milán            | Milán   | Campo San Siro              | Hermann Felsner (1.–4. kolo) József Bánás (5.–22. kolo) József Bánás a József Viola | Aldo Boffi (19)                       |
| Modena           | Modena  | Stadio Cesare Marzari       | Umberto Caligaris                                                                   | Otello Zironi (6)                     |
| Novara           | Novara  | Stadio del Littorio         | Angelo Mattea                                                                       | Vittorio Barberis (5)                 |
| Neapol           | Neapol  | Stadio Partenopeo           | Eugen Payer (1.–16. kolo) Technická komise                                          | Nereo Rocco (6)                       |
| Řím              | Řím     | Campo Testaccio             | Guido Ara                                                                           | Danilo Michelini (13)                 |
| Turín            | Turín   | Stadio Filadelfia           | Ernő Erbstein (1.–16. kolo) Ignác Molnár                                            | Giovanni Gaddoni (11)                 |
| Triestina        | Terst   | Campo del Littorio          | Jenő Konrád (1.–8. kolo) János Nehadoma (9.–18. kolo) Elio Loschi                   | Guglielmo Trevisan (10)               |

## Tabulka
| Poř. | Tým              | Z  | V  | R  | P  | VG | OG | B  |
| ---- | ---------------- | -- | -- | -- | -- | -- | -- | -- |
| 1.   | Boloňa           | 30 | 16 | 10 | 4  | 53 | 31 | 42 |
| 2.   | Turín            | 30 | 14 | 10 | 6  | 45 | 34 | 38 |
| 3.   | Ambrosiana-Inter | 30 | 14 | 9  | 7  | 55 | 37 | 37 |
| 4.   | Janov            | 30 | 14 | 7  | 9  | 53 | 30 | 35 |
| 5.   | Řím              | 30 | 14 | 3  | 13 | 39 | 35 | 31 |
| 6.   | Liguria          | 30 | 12 | 7  | 11 | 35 | 34 | 31 |
| 7.   | Neapol           | 30 | 10 | 11 | 9  | 30 | 35 | 31 |
| 8.   | Juventus         | 30 | 18 | 13 | 9  | 28 | 34 | 29 |
| 9.   | Milán            | 30 | 10 | 8  | 12 | 36 | 34 | 28 |
| 10.  | Lazio            | 30 | 11 | 6  | 13 | 33 | 40 | 28 |
| 11.  | Bari             | 30 | 9  | 9  | 12 | 33 | 46 | 27 |
| 12.  | Novara           | 30 | 9  | 8  | 13 | 27 | 32 | 26 |
| 13.  | Modena           | 30 | 8  | 9  | 13 | 32 | 40 | 25 |
| 14.  | Triestina        | 30 | 7  | 10 | 13 | 23 | 28 | 24 |
| 15.  | Livorno          | 30 | 9  | 6  | 15 | 40 | 49 | 24 |
| 16.  | Lucchese         | 30 | 7  | 10 | 13 | 31 | 54 | 24 |

Poznámky
- Z = Odehrané zápasy; V = Vítězství; R = Remízy; P = Prohry; VG = Vstřelené góly; OG = Obdržené góly; B = Body
- za výhru 2 body, za remízu 1 bod, za prohru 0 bodů.
- při rovnosti bodů se rozhodovalo na základě poměru gólů (vstřelené góly ÷ obdržené góly).

|  | Mistr ligy + kvalifikoval se na Středoevropský pohár 1939 |
|  | Kvalifikoval se na Středoevropský pohár 1939              |
|  | Sestup do Serie B                                         |

## Statistiky

### Výsledková tabulka
|            | Ambrosiana | Bari | Boloňa | Janov | Juventus | Lazio | Liguria | Livorno | Lucchese | Milán | Modena | Novara | Neapol | Řím | Turín | Triestina |
| ---------- | ---------- | ---- | ------ | ----- | -------- | ----- | ------- | ------- | -------- | ----- | ------ | ------ | ------ | --- | ----- | --------- |
| Ambrosiana | –          | 5:3  | 2:0    | 1:0   | 5:0      | 1:1   | 5:2     | 3:1     | 7:1      | 1:0   | 4:2    | 1:2    | 3:1    | 0:0 | 1:1   | 0:0       |
| Bari       | 4:1        | –    | 2:2    | 0:0   | 1:1      | 2:1   | 2:1     | 2:0     | 1:1      | 2:1   | 1:0    | 1:1    | 1:0    | 3:1 | 0:0   | 0:0       |
| Boloňa     | 1:1        | 4:3  | -      | 3:0   | 1:0      | 2:0   | 1:1     | 1:1     | 2:2      | 2:1   | 1:1    | 4:0    | 3:0    | 1:0 | 0:3   | 2:0       |
| Janov      | 3:0        | 8:0  | 2:3    | –     | 3:2      | 2:1   | 0:1     | 0:1     | 4:1      | 2:0   | 5:1    | 3:1    | 3:1    | 2:0 | 6:1   | 0:0       |
| Juventus   | 0:0        | 3:0  | 1:0    | 1:1   | –        | 1:0   | 2:1     | 2:1     | 1:1      | 2:2   | 1:1    | 1:0    | 1:0    | 0:0 | 1:1   | 2:1       |
| Lazio      | 1:2        | 1:0  | 1:2    | 2:1   | 1:1      | –     | 1:0     | 2:1     | 5:0      | 2:2   | 2:1    | 0:0    | 1:0    | 1:3 | 1:1   | 1:0       |
| Liguria    | 1:0        | 1:0  | 1:2    | 1:0   | 1:1      | 0:1   | –       | 3:3     | 1:1      | 0:1   | 1:0    | 2:0    | 3:1    | 3:2 | 2:1   | 2:2       |
| Livorno    | 2:2        | 3:0  | 3:1    | 2:2   | 1:0      | 2:3   | 0:1     | –       | 1:0      | 0:2   | 1:0    | 2:0    | 0:2    | 3:1 | 1:1   | 1:0       |
| Lucchese   | 1:1        | 0:0  | 1:1    | 0:1   | 1:0      | 2:1   | 3:1     | 2:1     | –        | 1:2   | 3:1    | 2:2    | 0:1    | 1:4 | 1:1   | 1:0       |
| Milán      | 3:1        | 3:1  | 0:1    | 1:2   | 0:0      | 3:0   | 0:0     | 2:2     | 1:0      | –     | 2:0    | 0:0    | 2:1    | 0:1 | 0:0   | 2:4       |
| Modena     | 1:1        | 0:2  | 1:1    | 0:0   | 2:0      | 4:0   | 2:3     | 3:2     | 0:1      | 2:2   | –      | 2:1    | 1:1    | 2:0 | 0:1   | 1:0       |
| Novara     | 0:1        | 2:0  | 1:3    | 0:0   | 0:0      | 2:0   | 1:0     | 2:1     | 1:1      | 2:1   | 0:0    | –      | 0:0    | 5:0 | 0:1   | 1:0       |
| Neapol     | 1:0        | 1:1  | 1:6    | 2:0   | 4:1      | 0:0   | 3:1     | 0:0     | 3:1      | 1:0   | 0:1    | 2:1    | –      | 1:0 | 0:0   | 2:0       |
| Řím        | 2:3        | 2:0  | 0:1    | 3:1   | 1:0      | 0:2   | 1:0     | 4:1     | 3:0      | 1:0   | 0:1    | 2:2    | 3:0    | –   | 2:0   | 1:2       |
| Turín      | 2:1        | 2:1  | 1:1    | 0:1   | 3:2      | 3:1   | 1:0     | 3:2     | 5:1      | 3:2   | 4:2    | 3:0    | 1:1    | 0:1 | –     | 1:0       |
| Triestina  | 1:2        | 1:0  | 1:1    | 1:1   | 1:1      | 2:0   | 0:2     | 2:0     | 2:1      | 0:1   | 0:0    | 0:0    | 0:0    | 0:1 | 3:1   | –         |

### Střelecká listina
| Pořadí | Jméno              | Klub             | Branky |
| ------ | ------------------ | ---------------- | ------ |
| 1.     | Aldo Boffi         | Milán            | 19     |
| 1.     | Hector Puricelli   | Boloňa           | 19     |
| 3.     | Alfredo Lazzaretti | Janov            | 14     |
| 4.     | Danilo Michelini   | Řím              | 13     |
| 3.     | Vinicio Viani      | Turín            | 11     |
| 3.     | Giovanni Gaddoni   | Livorno          | 11     |
| 3.     | Luigi Scarabello   | Janov            | 11     |
| 8.     | Annibale Frossi    | Ambrosiana-Inter | 10     |
| 8.     | Pietro Ferraris    | Ambrosiana-Inter | 10     |
| 8.     | Arrigo Morselli    | Janov            | 10     |
| 8.     | Guglielmo Gabetto  | Juventus         | 10     |
| 8.     | Guglielmo Trevisan | Triestina        | 10     |
| 8.     | Ottorino Dugini    | Bari             | 10     |

## Vítěz
| Serie A Vítěz pro rok 1938/39 |
| ----------------------------- |
| Bologna FC 1909               |
|                               |